# 丹羽応樹
丹羽 応樹（にわ まさき、1952年2月1日 - ）は、日本の歌手・作曲家・編曲家。女性。旧芸名・にわまさき。東京音楽大学ピアノ科卒業。父は作曲家・飯田景応、母は歌手・岬ひろ子。

## 楽曲

### EP
- 『雨のささやき』(1970)
- 『十字路』(1971)
- 『白い砂浜』(1971)
- 『もうひとつの旅立ち』(1978)
- 『こおろぎ橋』(1978)…ポーラテレビ小説『こおろぎ橋』主題歌
- 『恋路海岸』(1979)
- 『愛のとなり』(1980)…フジテレビ系お昼のテレビ小説『娘と私の時間』主題歌
- 『ときめきのパステルタウン』(1982)

### LP
- 『12の引き出し』(1978)
- 『レディース・ホテル』(1979)

### CD
- 『幸せのしっぽ』(1993)

## 主な作曲・編曲楽曲
- 秋本千波「人恋しさに」（作曲）
- 石川ひとみ「ピピッと第六感」（作曲）
- 石原裕次郎「パパとあるこう」（作曲）
- 五木ひろし「熱愛」（作曲・編曲）
- 伊藤咲子「愛人芝居」（作曲）
- 北原ミレイ「悲（えれじい）歌」（作曲）
- 木の実ナナ「おまえさん」「遊びなれてる人みたいに」「紅ほおずき」（作曲）
- 久保田育子「夢色ヒコーキ」（補作曲）「翔びなさい」（作曲）
- 小橋玲子「おしゃべりタンポポ」（作曲・編曲）
- 小松みどり「ときめきの御堂筋」（作曲）
- 佐良直美「YASUKOの場合」（作曲）
- テレサ・テン「ジェルソミーナの歩いた道」（作曲）
- 内藤やす子「やぶれかぶれ」（作曲）
- 夏木マリ「チャイナタウン」（作曲）
- 松山恵子「お酒が欲しいね」（作曲）
- 森光子「ほろ酔い」（作曲）
- 矢吹健「ルララ・リララ」（作曲）

## 舞台音楽
- 男を金にする女
- 夏しぐれ
- 夕やけ小やけでまだ日は暮れぬ

## TV音楽
- こおろぎ橋（主題歌）
- 恋路海岸
- 家族の物語
- ひとり家族
- 夫婦
- 女の言い分
- 美空ひばり誕生秘話 おでことおでこがぶつかって

## 校歌
- 石川県立小松明峰高等学校校歌作曲